# نادي رأس الخيمة
نادي رأس الخيمة نادي كرة قدم إماراتي يلعب في دوري الدرجة الثانية ويقع في إمارة رأس الخيمة.

## التاريخ

### التأسيس
- تأسس نادي رأس الخيمة في عام 1965م تحت اسم نادي رأس الخيمة.
- في عام 1977م تم إعادة تأسيس النادي بتعديلات يشمل تطور النادي.

### الدمج
في 29 مايو 2011، أعلن الشيخ أحمد بن صقر القاسمي والشيخ محمد بن كايد القاسمي رئيسي نادي الإمارات ورأس الخيمة عن دمج الناديين في نادي واحد تحت مسمى «نادي الإمارات الرياضي الثقافي».

### الظهور من جديد
في عام 2013م تم إعادة تأسيس وظهور نادي رأس الخيمة الرياضي الثقافي بعد دمج النادي مع نادي الإمارات.